# Bertil Berg
Bertil Lennart Teodor Berg (Vienna, 19 dicembre 1910 – Norrköping, 25 gennaio 1989) è stato un pallanuotista svedese che ha partecipato alle Olimpiadi estive di Berlino 1936, giocando tutte le partite.